# Ilione
Ilione (Oudgrieks Ἰλιόνη, Latijn Iliona) is in de Griekse mythologie de oudste dochter van de Trojaanse koning Priamos en zijn vrouw Hekabe, en de echtgenote van de Thrakische vorst Polymestor. Haar ouders vertrouwden haar tijdens de Trojaanse Oorlog Polydoros toe, haar jongste broer. Ze voedde hem op als haar eigen zoon, terwijl ze haar werkelijke zoon Deipylos voor Polydoros uitgaf (in de redenering dat ze steeds een van hen zou kunnen teruggeven aan haar ouders als er met de andere iets zou foutlopen). Wanneer de Grieken na hun overwinning alle nakomelingen van Priamos wilden uitroeien, beloofden ze Agamemnons dochter Elektra ten huwelijk aan Polymestor als hij Polydoros zou doden. Polymestor ging daarop in, niet wetend dat hij zo zijn eigen zoon vermoordde.
De zaak kwam pas aan het licht toen de echte Polydoros naar het orakel van Apollo trok met een vraag over zijn ouders. Hij kreeg als antwoord dat zijn stad was afgebrand en zijn vader en moeder afgevoerd in slavernij. Perplex over deze uitkomst ging Polydoros spreken met Ilione, die hem de werkelijke toedracht onthulde. Daarop nam Polydoros wraak door Polymestor blind te maken en te doden. Elders, bij Hyginus, is het Ilione die haar man doodde en dan zichzelf.
De Romeinse toneeldichter Marcus Pacuvius schreef een tragedie Iliona.

## Antieke bronnen
- Hyginus Mythographus, Fabulae, 90, 109, 240, 243, 254
- Maurus Servius Honoratius, Commentarius in Vergilii Aeneida, I.635
- Vergilius, Aeneis, I.653 e.v.